# Экстер, Джон
Джон Экстер (англ. John Exter; 1 сентября 1910 — 28 февраля 2006) — американский экономист, член Совета управляющих Федеральной резервной системы США и основатель Центрального банка Шри-Ланки. Он также известен созданием Пирамиды Экстера.

## Биография
Экстер родился в 1910 году и окончил колледж Вустера (1928—1932). Затем он поступил в Школу права и дипломатии Флетчера, а в 1939 году — в Гарвардский университет для получения диплома по экономике, поскольку его интересовало понимание причин Великой депрессии.
После работы в Массачусетском технологическом институте во время Второй мировой войны Экстер вошел в состав Совета управляющих Федеральной резервной системы в качестве экономиста. В 1948 году он сначала работал советником министра финансов Филиппин, а затем министра финансов Цейлона (ныне Шри-Ланка) по созданию центральных банков.
В период с 1950 по 1953 год Экстер был основателем и управляющим Центрального банка Цейлона. В 1953 году он стал начальником отдела по Ближнему Востоку в Международном банке реконструкции и развития. В 1954 году Федеральный резервный банк Нью-Йорка назначил его вице-президентом, отвечающим за международные банковские операции и операции с драгоценными металлами.
Экстер покинул Федеральный резервный банк Нью-Йорка в 1959 году, чтобы присоединиться к First National City Bank (тогда второй по величине банк в мире) в качестве вице-президента. В следующем году он был повышен до старшего вице-президента. Как международный валютный советник Международной банковской группы банка он имел особые обязанности по связям с иностранными центральными банками и правительствами. В 1972 году он досрочно вышел на пенсию, чтобы стать частным консультантом.
Экстер был членом Совета по международным отношениям, Комитета по валютным исследованиям и образованию, Общества Мон Пелерин и Паломников Соединенных Штатов.
У него и его жены Мэрион было четверо детей.

## Пирамида Экстера

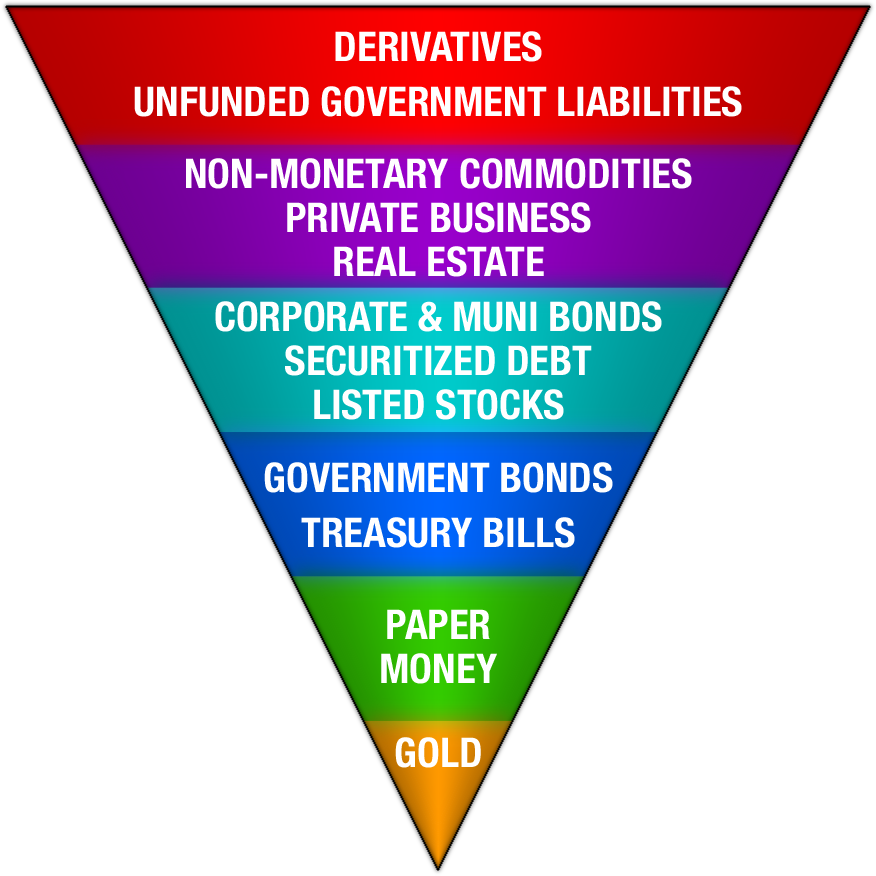
Современная адаптация пирамиды Экстера

Экстер известен тем, что создал Пирамиду Экстера (также известную как Золотая Пирамида Экстера и Перевернутая Пирамида Экстера) для визуализации организации классов активов с точки зрения риска и размера. В схеме Экстера золото образует небольшую базу наиболее надежной стоимости, а классы активов на прогрессивно более высоких уровнях являются более рискованными. Больший размер классов активов на более высоких уровнях представляет более высокую общую мировую условную стоимость этих активов. В то время как первоначальная пирамида Экстера помещала долги стран третьего мира на вершину, сегодня эта сомнительная честь принадлежит деривативам.